# Dendrocerus sanmateoensis
Dendrocerus sanmateoensis är en stekelart som beskrevs av Paul Dessart 1966. Dendrocerus sanmateoensis ingår i släktet Dendrocerus och familjen trefåresteklar. Inga underarter finns listade i Catalogue of Life.